# No Way Out (2004)
No Way Out (2004) foi um evento pay-per-view realizado pela World Wrestling Entertainment, ocorreu no dia 15 de fevereiro de 2004 no Cow Palace na cidade de San Francisco, Califórnia. Foi exclusivo para lutadores da SmackDown. Esta foi a sexta edição da cronologia do No Way Out.

## Resultados
| #                              | Lutas                                                                                                   | Estipulação                                                                                     | Tempo |
| ------------------------------ | --- | ----------------------------------------------------------------------------------------------- | ----- |
| Sunday Night Heat              | Tajiri, Akio e Sakoda derrotaram Billy Kidman, Paul London e Último Dragón                              | Six Man Tag Team match                                                                          | 05:35 |
| 1                              | Rikishi e Scotty 2 Hotty (c) derrotaram The Basham Brothers (Doug e Danny) e Shaniqua                   | Intergender Two-on-Three Handicap match pelo WWE Tag Team Championship                          | 08:16 |
| 2                              | Jamie Noble derrotou Nidia                                                                              | Blindfold match                                                                                 | 04:23 |
| 3                              | The World's Greatest Tag Team (Shelton Benjamin e Charlie Haas) derrotaram The APA (Bradshaw e Faarooq) | Tag Team match                                                                                  | 07:21 |
| 4                              | Hardcore Holly derrotou Rhyno                                                                           | Singles match                                                                                   | 09:54 |
| 5                              | Chavo Guerrero (com Chavo Guerrero, Sr.) derrotou Rey Mysterio (c) (com Jorge Páez)                     | Singles match pelo WWE Cruiserweight Championship                                               | 17:21 |
| 6                              | Kurt Angle derrotou The Big Show e John Cena                                                            | Triple Threat match para determinar o desafiante nº um pelo WWE Championship na WrestleMania XX | 12:18 |
| 7                              | Eddie Guerrero derrotou Brock Lesnar (c)                                                                | Singles match pelo WWE Championship                                                             | 30:07 |
| (c) - Campeão(s) antes da luta | |                                                                                                 |       |